# Мая Бояджиевска
Мая Бояджиевска (на македонска литературна норма: Маја Бојаџиевска) е писателка, доцент по сравнително литературознание от Северна Македония.

## Биография
Родена е през 1962 година в Скопие, тогава в Югославия. Завършва сравнително литературознание във Филологическия факултет на Скопския университет. Специализира във Филологическия факултет на Белградския университет, както и в Университет Париж-Норд и Университет Париж III. През 1998 година защитава докторат в Скопския университет на тема „Андрогинот и современиот роман: Вирџинија Вулф и Роберт Масил“. Преподава в катедрата по общо и сравнително литературознание. Превежда от френски, английски, сръбски и адаптира от български книжовен език. Сред преведените от нея текстове са трудове на Жак Дерида, Жил Дельоз, Юлия Кръстева, Миглена Николчина, Жан-Пиер Вернан и Дубравка Угрешич.
Член е на Асоциацията за сравнително литературознание, на Комитета на Нетуърк уиминс програм – Институт Отворено общество в Северна Македония, на Борда на Хелзинкския комитет за човешки права, Република Maкедония, главен редактор на издателската къща „Сигмапрес“ в Скопие. Член е на Македонския ПЕН център.

## Творчество
- Андрогин: утопија за совршениот пол (митокритички есеј). Сигмапрес, 1999, 215 с.
- Мит, книжевност, идентитет. Сигмапрес, 2002, 148 с.[4]